# Герхард Хеер
Герхард Хеер (19 грудня 1955 , Таубербішофсгайм, Баден-Вюртемберг ) — німецький фехтувальник на шпагах, олімпійський чемпіон 1984 року.

## Виступи на Олімпіадах
| Олімпіада         | Дисципліна     | Місце |
| ----------------- | -------------- | ----- |
| Лос-Анджелес 1984 | командна шпага | 1     |